# گمینا تژچیاننه
گمینا تژچیاننه (به لهستانی:  Gmina Trzcianne) یک گمینا در لهستان است که در شهرستان مونگکی واقع شده‌است. گمینا تژچیاننه ۳۳۱٫۶۴ کیلومتر مربع مساحت و ۴٬۷۰۱ نفر جمعیت دارد.